# Welterbe in Bulgarien
Zum Welterbe in Bulgarien gehören (Stand 2018) zehn UNESCO-Welterbestätten, darunter sieben Stätten des Weltkulturerbes und drei Stätten des Weltnaturerbes. Bulgarien ist der Welterbekonvention 1974 beigetreten, die ersten vier Welterbestätten wurden 1979 in die Welterbeliste aufgenommen. Die bislang letzte Welterbestätte wurde 2017 eingetragen.

## Welterbestätten
Die folgende Tabelle listet die UNESCO-Welterbestätten in Bulgarien in chronologischer Reihenfolge nach dem Jahr ihrer Aufnahme in die Welterbeliste (K – Kulturerbe, N – Naturerbe, K/N – Naturerbe, K/N – gemischt, (G) – auf der Liste des gefährdeten Welterbes).
| Bild                  | Bezeichnung                                                                           | Jahr | Typ | Ref. | Beschreibung |
| --------------------- | ------------------------------------------------------------------------------------- | ---- | --- | ---- | --- |
| (weitere Bilder)      | Kirche von Bojana (Sofia) (Lage)                                                      | 1979 | K   | 42   | Die Kirche ist eine mittelalterliche bulgarisch-orthodoxe Kirche in Sofia. Bekannt ist die Kirche wegen ihrer Fresken aus dem Jahre 1259.                                                                                |
| (weitere Bilder)      | Felsenrelief des Reiters von Madara (Lage)                                            | 1979 | K   | 43   | Der Reiter von Madara ist ein frühmittelalterliches Monumentalrelief in der Nähe der Stadt Pliska. |
| (weitere Bilder)      | Thrakergrab von Kasanlak (Lage)                                                       | 1979 | K   | 44   | Das Grab ist Teil einer Grabungsanlage. |
| (weitere Bilder)      | Felskirchen von Iwanowo (Lage)                                                        | 1979 | K   | 45   | Die Kirchen befinden sich einen Kilometer östlich des Dorfes Iwanowo in der Oblast Russe. |
| (weitere Bilder)      | Kloster Rila (Lage)                                                                   | 1983 | K   | 216  | Das Kloster des Heiligen Iwan Rilski, so der vollständige Name, ist das wichtigste geistige und literarische Zentrum der bulgarischen Wiedergeburt, mit einer ununterbrochenen Geschichte vom Mittelalter bis Gegenwart. |
| Altstadt von Nessebar | Altstadt von Nessebar (Lage)                                                          | 1983 | K   | 217  | Nessebar war ursprünglich eine thrakische Siedlung (Menebria). Viele der erhaltenen Holzhäuser der Altstadt stammen aus dem 19. Jahrhundert und sind typisch für die Schwarzmeer-Architektur der Zeit.                   |
| (weitere Bilder)      | Biosphärenreservat Srebarna (Lage)                                                    | 1983 | N   | 219  | Das Biosphärenreservat Srebarna befindet sich an der Donau. |
| (weitere Bilder)      | Nationalpark Pirin (Lage)                                                             | 1983 | N   | 225  | Der Nationalpark befindet sich im äußersten Südwesten Bulgariens. Im Park befinden sich 176 Maare. |
| (weitere Bilder)      | Thrakergrab von Sweschtari (Lage)                                                     | 1985 | K   | 359  | Das Grab stammt aus dem 3. Jahrhundert v. Chr. und ist ein seltenes sowie sehr gut erhaltene Denkmal der Grabarchitektur der Thraker. Einzigartig sind die halb menschlichen, halb pflanzlichen Karyatiden.              |
| (weitere Bilder)      | Alte Buchenwälder und Buchenurwälder der Karpaten und anderer Regionen Europas (Lage) | 2017 | N   | 1133 | Transnationales Welterbe mit 17 weiteren Ländern in Europa. In Bulgarien gehören dazu neun Schutzgebiete im Nationalpark Zentralbalkan.                                                                                  |

## Tentativliste
In der Tentativliste sind die Stätten eingetragen, die für eine Nominierung zur Aufnahme in die Welterbeliste vorgesehen sind.
Mit Stand 2021 sind 16 Stätten in der Tentativliste von Bulgarien eingetragen, die letzte Eintragung erfolgte 2020.
Die folgende Tabelle listet die Stätten in chronologischer Reihenfolge nach dem Jahr ihrer Aufnahme in die Tentativliste.
| Bild                                                                                 | Bezeichnung                                                                                                 | Jahr | Typ | Ref. | Beschreibung |
| ------------------------------------------------------------------------------------ | --- | ---- | --- | ---- | --- |
|                                                                                      | Zwei Jungsteinzeitliche Behausungen mit ihren komplett erhalten Innenausstattungen mit Hausrat und Geschirr | 1984 | K   | 44   | Zwei benachbarte Wohnstätten aus dem 6. Jahrtausend v. Chr. in Stara Sagora mit intakt erhalten geblieben en Einrichtungsgegenständen und Haushaltsutensilien. 1985 wurde der Antrag von der UNESCO vertagt                                                                 |
| (weitere Bilder)                                                                     | Magura-Höhle mit bronzezeitlichen Malereien                                                                 | 1984 | K   | 45   | Die Höhle ist ca. 2,5 km lang und verkarstet. Auf Wänden sind Malereien aus der späten Bronzezeit bis 1200 Jahre v. Chr.zu sehen. |
| (weitere Bilder)                                                                     | Antike Stadt Nicopolis ad Istrum (Lage)                                                                     | 1984 | K   | 47   | Nicopolis ad Istrum war eine antike römische und frühbyzantinische Stadt in der römischen Provinz Thracia, später Moesia inferior (Niedermösien), die von Kaiser Trajan im Jahr 102 gegründet wurde und bis zum Einfall der Awaren und Slawen im 7. Jahrhundert existierte. |
|                                                                                      | Spätantikes Grab von Silistra                                                                               | 1984 | K   | 48   | Römisches Grab aus dem 4. Jahrhundert in Silistra |
| (weitere Bilder)                                                                     | Kloster Batschkowo (Lage)                                                                                   | 1984 | K   | 49   | Das Kloster wurde 1083 vom byzantinischen Befehlshaber gegründet. |
| Stadt Melnik und Kloster Roschen                                                     | Stadt Melnik und Kloster Roschen                                                                            | 1984 | K   | 50   | Im Laufe der Geschichte gab es in Melnik 70 Kirchen und in der Umgebung vier Klöster. Nach den Chroniken, die in Athos aufbewahrt werden, wurde das Kloster Roschen im Jahre 890 gegründet.                                                                                 |
| Nationalpark Russenski Lom                                                           | Nationalpark Russenski Lom                                                                                  | 1984 | N   | 54   | Schutzgebiet seltener Vogelspezien der europäischen Fauna wie dem Sakerfalken, dem Schmutzgeier, dem Steinadler, dem Adlerbussard etc. |
| Antikes Plowdiw                                                                      | Antikes Plowdiw                                                                                             | 2004 | K   | 1948 | Antrag wurde 1983 vertagt und 2006 von Bulgarien zurückgezogen. Die ICOMOS hatte Plowdiw als nicht authentisch genug bezeichnet. |
| Thrakergrab von Alexandrowo                                                          | Thrakergrab von Alexandrowo                                                                                 | 2004 | K   | 1949 | Das Hügelgrab mit Wandmalereien stammt aus dem Anfang des 4. Jahrhunderts v. Chr. |
| Naturpark Wratschanski Balkan                                                        | Naturpark Wratschanski Balkan                                                                               | 2011 | N   | 5639 | Der Naturpark ist berühmt für seine Karst Landschaft. |
| (weitere Bilder)                                                                     | Felsen von Belogradtschik                                                                                   | 2011 | N   | 5640 | Ein 10 km × 2 km breites Felsgebiet in der Nähe der Stadt Belogradtschik mit über 200 kleineren Felstürmen aus rotem Konglomeratgestein. |
| (weitere Bilder)                                                                     | Nationalpark Zentralbalkan                                                                                  | 2011 | N   | 5641 | Über die Hälfte der in Bulgarien vorkommenden Pflanzenarten wachsen in diesem Nationalpark. Von ihnen sind 10 Pflanzenarten und 2 Unterarten endemisch, d. h. nirgendwo sonst auf der Welt zu finden.                                                                       |
| (weitere Bilder)                                                                     | Pobiti Kamani (Lage)                                                                                        | 2011 | N   | 5642 | Steinerner Wald von Felsen, die ehemals auf dem Meeresboden standen. |
| Die königliche Nekropolis der Thrakerstadt Seuthopolis                               | Die königliche Nekropolis der Thrakerstadt Seuthopolis                                                      | 2016 | K   | 6085 | Seuthopolis, etwa 5 km westlich der Stadt Kasanlak gelegen, war die Residenzstadt des Thrakerkönigs Seuthes III. Die serielle Stätte umfasst acht Grabstätten von Seuthopolis und ist eine geplante Erweiterung der Welterbestätte Thrakergrab von Kasanlak (Ref. 44).      |
| Bischofsbasilika und spätantike Mosaiken von Philippopolis, römische Provinz Trakien | Bischofsbasilika und spätantike Mosaiken von Philippopolis, römische Provinz Trakien                        | 2018 | K   | 6287 | Der Vorschlag umfasst die Bischofsbasilika, die Kleine Basilika und das spätantike Wohnhaus der Irene, die zwischen dem 4. und 6. Jahrhundert in Philippopolis, dem heutigen Plowdiw, in der römischen Provinz Thrakien erbaut und genutzt wurden.                          |
| Grenze des Römischen Reichs – Donaulimes in Bulgarien                                | Grenze des Römischen Reichs – Donaulimes in Bulgarien                                                       | 2020 | K   | 6474 | Geplante Erweiterung der Welterbestätte Grenzen des Römischen Reiches umfasst 32 Stätten des Donaulimes in Bulgarien, überarbeitete Fassung des Vorschlags von 2016 |